# Leonardo (supercomputer)

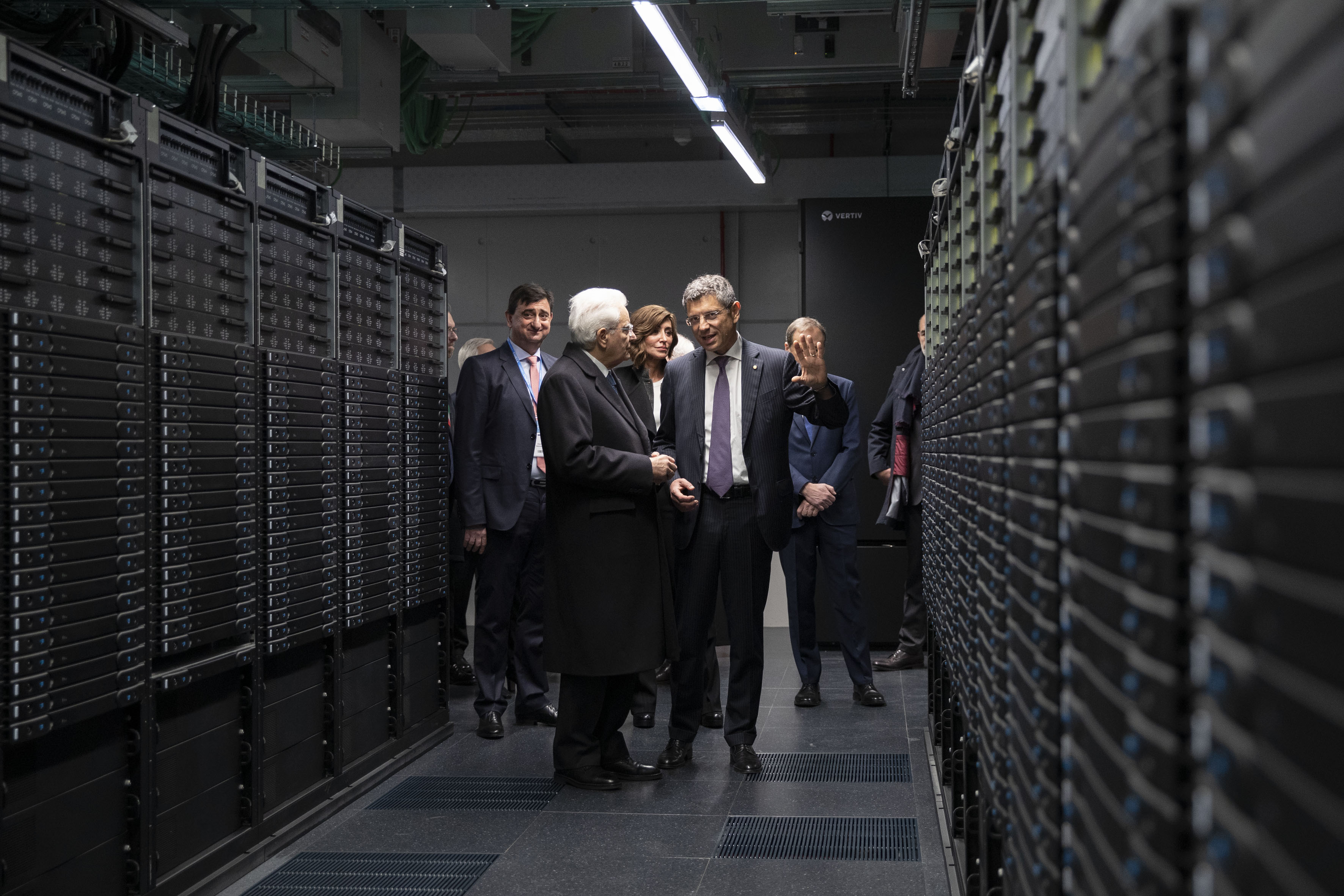
Sergio Mattarella durante l'inaugurazione di Leonardo

Leonardo è uno degli otto supercomputer pre-exascale che forma la rete di calcolo europea ad alte prestazioni EuroHPC ed è stato installato in Italia, presso il tecnopolo di Bologna. In un primo momento prevista per l'inizio del 2021, l'entrata in funzione è stata prima rimandata verso la fine dello stesso anno, poi a luglio 2022. La sua cerimonia di inaugurazione, presieduta dal Presidente della Repubblica Sergio Mattarella, è avvenuta il 24 novembre 2022.

## Caratteristiche tecniche
La nuova macchina, grazie ad una potenza di calcolo aggregata di 250 PFLOPS (1015 FLOPS) e 270 PFLOPS di picco, si è collocato tra i primi 5 supercomputer della TOP500, arrivando al quarto posto nel 2022. 
Leonardo, che occupa una superficie di 1500 m², è composto da 3 moduli, per un totale di 5 000 nodi di calcolo ed ha una RAM di 3 PB con 150PB di I/O e memoria.

Con un consumo energetico stimato di 9 MW, è caratterizzato da un Power Usage Effectiveness (PUE) di 1,08.
Leonardo è basato su tecnologia BullSequana XH2000 di Atos ed è equipaggiato con circa 3500 processori Intel Xeon e 14.000 GPU di architettura Ampere di Nvidia con una performance di 10 exaflops di FP16, corrispondente a circa 10 volte la potenza di calcolo del sistema Marconi100 di Cineca (al nono posto della classifica mondiale dei sistemi di supercalcolo Top500 nella prima metà del 2020). Queste caratteristiche rendono Leonardo, al momento della sua attivazione, presumibilmente la macchina per Intelligenza Artificiale più potente al mondo e la seconda per potenza di calcolo.
Il supercomputer è interconnesso agli altri computer del programma EuroHPC tramite la rete europea GÉANT, attraverso un doppio collegamento da 100 Gbps alla rete nazionale GARR, permettendo così anche l'accesso all'elaboratore da parte delle università ed istituti di ricerca nazionali.
L'elaboratore, essendo dell'era pre-exascale, non utilizza il chip europeo di prima generazione, chiamato Rhea,  frutto della ricerca e sviluppo del progetto European Processor Initiative.

## Utilizzo
Grazie alla sua potenza di calcolo e memorizzazione, l'elaboratore è in grado di elaborare i dati prodotti dai più importanti progetti internazionali ai quali partecipano l'Istituto nazionale di fisica nucleare e Istituto Nazionale di Astrofisica come LHC, SKA e VIRGO, ma anche, tramite il consorzio CINECA che ospita e gestisce il supercomputer, consentire studi nell'ambito dell'intelligenza artificiale, della robotica, della farmacologia, dei nuovi materiali ecc.
In quanto paese ospitante, l'Italia ha diritto ad utilizzare la metà della potenza di calcolo generata dalla macchina, che può quindi essere messa a disposizione degli istituti di ricerca, delle università, ma anche delle aziende nazionali; la parte restante, invece, è utilizzata dai Paesi partecipanti alla Joint Undertaking di EuroHPC.

## Costo e finanziamenti
Il costo stimato del progetto si aggira attorno ai 240 milioni di €, poco meno della metà stanziati dalla Commissione europea, altrettanti dal Ministero dell'istruzione, dell'università e della ricerca italiano, e una parte dai partner del progetto (INFN, SISSA, Austria, Grecia, Slovacchia, Slovenia, Ungheria).